# Vincent Asumang
Vincent Asumang (ur. 20 lipca 1968) – ghański lekkoatleta, chodziarz.
Były rekordzista kraju.

## Osiągnięcia
| Rok  | Impreza                 | Miejsce       | Konkurencja           | Lokata       | Wynik   |
| ---- | ----------------------- | ------------- | --------------------- | ------------ | ------- |
| 1999 | Puchar świata w chodzie | Mézidon-Canon | chód na 20 kilometrów | 113. miejsce | 1:49:38 |
| 1999 | Igrzyska afrykańskie    | Johannesburg  | chód na 20 kilometrów | 3. miejsce   | 1:48:00 |
| 2002 | Mistrzostwa Afryki      | Tunis         | chód na 20 kilometrów | DNF          | –       |
| 2002 | Puchar świata w chodzie | Turyn         | chód na 20 kilometrów | DQ           | –       |

Złoty medalista mistrzostw kraju.